# IC 2033
IC 2033 ist eine Balken-Spiralgalaxie vom Hubble-Typ SBa im Sternbild Dorado am Südsternhimmel. Sie ist schätzungsweise 548 Millionen Lichtjahre von der Milchstraße entfernt und hat einen Durchmesser von etwa 190.000 Lichtjahren.
Im selben Himmelsareal befinden sich u. a. die Galaxien NGC 1515, NGC 1523, IC 2043.
Das Objekt wurde am 7. Dezember 1899 von DeLisle Stewart entdeckt.